# Tonnage-Tax
Die Tonnage-Tax ist eine Ertragsteuer, nach derer Reedereien besteuert werden können. Als Grundlage für die Festsetzung des Steuerbetrages dient die Nettotonnage eines Schiffes. Die Tonnage-Tax wird somit unabhängig vom tatsächlichen Betriebsergebnis berechnet, was die Steuerberechnung für Steuerbehörden und Schifffahrtsunternehmen einfacher macht und für das Unternehmen oft einen Vorteil darstellen kann.

## Geschichte
Als erstes Land führte Griechenland die Tonnage-Tax 1957 ein. Heute ist die Tonnage-Tax weltweit verbreitet, 18 EU-Mitgliedsländer einschließlich Deutschland und Großbritannien besteuern ihre Schifffahrtsunternehmen nach dem Prinzip der Tonnage-Tax. Zuletzt führte Malta im Dezember 2017 die Tonnage-Tax ein.

## Situation in Deutschland
In Deutschland wurde die Tonnagesteuer 1998 eingeführt, und zwar in Form der Tonnagegewinnermittlung. Vom steuertechnischen Standpunkt her betrachtet handelt es sich dabei um eine Gewinnermittlungsmethode für Gewinne aus dem Betrieb von Handelsschiffen im internationalen Verkehr.

## Situation in der Schweiz
In der Schweiz wird die Einführung einer Tonnage-Tax diskutiert.